# Gerardo Braggiotti
Gerardo Braggiotti (Casablanca, 25 marzo 1952) è un banchiere italiano.

## Biografia
Nato in una famiglia levantina di banchieri, è figlio di Enrico Braggiotti, presidente di Comit e Compagnie Monégasque de Banque, e di Magda de Portu, nata a Parigi, anche lei d'origine levantina. Ha tre fratelli: Gianluca, Sandra e Silvana. Il nonno Stefano Braggiotti fu direttore della Banca Ottomana.
Dopo avere studiato ai licei francesi Chateaubriand di Roma e Stendhal di Milano ha conseguito la laurea con lode presso Sciences Po a Parigi. Ha ricevuto un dottorato in Legge all'Università degli Studi di Milano ed è Dottore Commercialista presso l'Institute of Chartered Accountants in England and Wales (ICAEW). Ha iniziato la sua carriera nel 1974 presso la General Electric a Milano, passò poi alla Arthur Andersen, prima a Londra, poi a Milano. In Mediobanca dal 1980 per cui ha lavorato per oltre quindici anni con la carica di Segretario Generale e poi Direttore Centrale. Considerato il naturale erede di Enrico Cuccia lasciò la banca per un contrasto con l'amministratore delegato Vincenzo Maranghi. Dal 1998 al 2005 ai vertici della banca d'affari franco-americana Lazard Fréres. In quel periodo Braggiotti è al tempo stesso consulente del banca Sanpaolo di Torino e dell'UniCredit, al tempo della doppia OPA su Banca di Roma e Comit. Nel 2001 è al centro di due importanti operazioni che contrassegneranno gli anni a venire: l'Opa di Fiat e di EDF sulla Montedison e la conquista della Telecom da parte della Pirelli di Marco Tronchetti Provera.
È membro del CdA dell'Inter sotto la presidenza di Erick Thohir dal 2013 al 2016.
Dal 2019 è country advisor della banca Goldman Sachs. 

## Banca Leonardo
Braggiotti decise nel 2006 che era venuto il momento di mettersi in proprio e rilevò la piccola Banca Leonardo dalla compagine che l'aveva fondata: gli agenti di cambio Attilio Ventura e Gian Luigi Milla insieme ad Alberto Foglia, banchiere di Lugano. Braggiotti si trovò al fianco, come soci, alcuni calibri da novanta della finanza europea: gli Agnelli, con Exor; Michel David Weill con la Eurazeo; e il barone Albert Frère con la Compagnie Nationale à Portefeuille e il famoso Cesare Cavalli della OPA con sede in Lussemburgo. Per sé aveva tenuto il 5%, e tutti i poteri; al resto del management, un ulteriore 15%. Insomma, nessun socio predominante, indipendenza assoluta e tutto il potere ai dirigenti.
A partire dal 2012 Banca Leonardo sembra cambiare pelle, cedendo gradualmente il private equity e varie società, e concentrandosi sulla gestione del patrimonio (wealth management). Nel novembre 2017, dopo una trattativa durata 13 mesi, l'annuncio della cessione al colosso francese Crédit Agricole attraverso la controllata Indosuez Wealth. L'operazione è valutata circa 200 milioni di euro.